# Cacia curta
Cacia curta är en skalbaggsart som beskrevs av Stefan von Breuning 1935. Cacia curta ingår i släktet Cacia och familjen långhorningar. Inga underarter finns listade.